# Чиж Володимир Федорович
Володимир Федорович Чиж (9 червня 1855, Смоленська губернія — 4 грудня 1922 року (1924?)), Київ) — російський психіатр, доктор медицини, професор, письменник.

## Життєпис
Навчався у Полоцькому кадетському корпусі. Після закінчення в 1878 навчання в Петербурзькій Медико-хірургічній академії і отримавши звання лікаря, вступив на службу у флот. До вересня 1880 року працював ординатором у психіатричному відділенні Кронштадтського шпиталю. Після публікації його першої роботи В. Ф. Чиж був переведений працювати до Петербурзької психіатричної клініки у психіатра та невропатолога Яна Мержеєвського.
Захистивши дисертацію, продовжив підвищення своєї кваліфікації, стажуючись у закордонній поїздці відомих фахівців психіатрії. Був учнем знаменитого німецького невропатолога та психіатра Пауля Флексіга, у якого стажувався за анатомією нервової системи, внаслідок чого їм була написана книга «Наукова психологія в Німеччині», видана в 1886 році. У Лейпцигу вивчав експериментальну психологію у психолога Вільгельма Вундта, вивчав гіпноз у Жозефа Дельбефа в Льєжі, працював у знаменитого невролога Жан-Мартен Шарко.
Протягом 1885–1891 років обіймав посаду головного лікаря міської лікарні Святого Пантелеймона при Воскресенській церкві в Санкт-Петербурзі.
З 1888 одночасно з роботою в лікарні, викладав курс судової психопатології в Імператорському Санкт-Петербурзькому університеті.
З 1891 по 1915 рік займав кафедру психіатрії в Юріївському університеті (Дерпт, Тарту). Серед його пацієнтів у цей час був відомий латвійський письменник Яніс Порук, серед учнів Макс Шенфельдт.
Був відомий як досвідчений клініцист, хороший викладач і талановитий письменник з питань психопатології, особливо стосовно літератури, знавця історії та літератури. Серед його робіт проведено психіатричний аналіз біографій та літературної спадщини Фрідріха Ніцше, Федора Достоєвського, Олександра Пушкіна, Миколи Гоголя, Івана Тургенєва та ін.
Його монографії про Достоєвського як психопатолога та про хворобу Гоголя не втратили свого значення і сьогодні.
Написав ряд творів із життя політичних та літературних діячів, у поведінці яких багато що пояснював патологічними властивостями їхньої особистості. Володимр Чиж першим із психіатрів дав психологічні портрети імператора Павла I, деспотичного Олексія Аракчеєва, фанатичного архімандрита Фотія, що відрізнявся неприборканим характером .
В. Чиж є автором підручника з психіатрії та курсу лекцій із судової психопатології. Був учасником багатьох міжнародних медичних конгресів.
Про подальшу долю Володимира Чижа відомо небагато. Згідно з суперечливими даними, у першому виданні Великої медичної енциклопедії (1936) написано, що В. Ф. Чиж помер у 1914 році, проте за іншими відомостями він, як і раніше, читав курси в університеті, що підтверджується планами лекцій з семестрів, які регулярно публікувалися. в «Вчених записках» Юріївського університету). У 1915 році була опублікована остання робота В. Чижа — « Психологія сільської частівки». У плані лекцій на перший семестр 1916 повідомляється, що В. Ф. Чиж «знаходиться на театрі військових дій» (чи був мобілізований або пішов добровольцем — невідомо).
За непідтвердженими даними, В. Ф. Чиж помер у Києві в 1922 року; у відомому енциклопедичному словнику Гранат повідомляється, що рік смерті В. Ф. Чижа — 1924 -й.

## Вибрані роботи
- О патологоанатомических изменениях спинного мозга в прогрессивном параличе помешанных (1883)
- Достоевский как психопатолог. Русский Вестник 170 и 171 (1884)
- Достоевский как психопатолог: очерк. М. Катков, 1885
- Ueber die künstliche Bildung von Farbstoff im Nervengewebe. Virchows Archiv 97, 1, ss. 173—176 (1884) doi:10.1007/BF02563921
- Ueber die Zeitdauer der einfachen psychischen Vorgänge bei Geisteskranken. Vorläufige Mittheilung. Neurologisches Centralblatt 4, ss. 217—219 (1885)
- Научная психология в Германий (1886)
- Лекции судебной психопатологии (1890)
- Криминальная антропология (1892)
- Гипноз и внушение (1893)
- Преступный человек перед судом врачебной науки (1894)
- Наслаждение и страдание (1894)
- Биологическое обоснование пессимизма (1895)
- Криминальная антропология (1895)
- La loi fondamentale de la vie. Jourieff (Dorpat): C. Mattiesen , 1895
- Психология любви (1897)
- Кататония. Казань. (1897)
- Психология женщины (1898)
- Warum sind Raum- und Zeitanschauungen beständig und unentbehrlich?. Leipzig: Johann Ambrosius Barth, 1898
- L'affaiblissement psycho-physique de la personalité, une des principales causes du crime: communication / de M. le Dr. Wladimir Tschisch; traduit du russe par M. le Prof. Jitta. [S.l.]: [s.n.], [189-?]
- Тургенев как психопатолог (1899)
- Болезнь Н. В. Гоголя (1904)
- Психология властелина (император Павел I) (1905—1907)
- Психология злодея (А. А. Аракчеев) (1905—1907)
- Психология фанатика (монах Фотий Спасский) (1905—1907).
- Учебник психиатрии (1911)